# Ellery Cairo
Pour les articles homonymes, voir Cairo.
Ellery Cairo est un footballeur néerlandais né le 3 août 1978 à Rotterdam.
Il met fin à sa carrière professionnelle en 2012, et rejoint le club amateur du VV DETO Vriezenveen.

## Biographie

### Clubs
- Feyenoord Rotterdam : 1994 - 2000
  -  Excelsior Rotterdam : 1997 - 1999 (prêt)
- FC Twente : 2000 - 2003
- SC Fribourg : 2003 - 2005
- Hertha Berlin : 2005 - 2007
- Coventry City : 2007 - 2008
- NAC Breda : 2008 - 2010
- Heracles Almelo : 2010 - 2011
- AGOVV Apeldoorn : 2011 - 2012

## Palmarès
Feyenoord Rotterdam
- Eredivisie
  - Champion (1) : 1999
- Trophée Johan Cruyff
  - Vainqueur (1) : 1999